# Littoral
Littoral (franciául: Département du Littoral) Benin tizenkét megyéjének egyike, székhelye Cotonou. 1999-ben lett külön megye, előtte a terület Atlantique megyéhez tartozott.

## Földrajz
Az ország déli részén található. Délről az Atlanti-óceán határolja.
1 település van a megyében:
Megyeszékhely: Cotonou

## Népesség
32,9% Fon nemzetiséghez tartozik. 15,2% a Gun törzs tagja.

## Vallások
A muzulmán vallásúak aránya 14,2%-ra tehető. 75,7%-uk kereszténynek vallja magát. 

## Fordítás
- Ez a szócikk részben vagy egészben  a   Littoral (Benin) című német Wikipédia-szócikk fordításán alapul.  Az eredeti cikk szerkesztőit annak laptörténete sorolja fel. Ez a jelzés csupán a megfogalmazás eredetét és a szerzői jogokat jelzi, nem szolgál a cikkben szereplő információk forrásmegjelöléseként.